# Gorenji Vrh pri Dobrniču
Gorenji Vrh pri Dobrniču je naselje v občini Trebnje.
Gorenji vrh pri Dobrniču je gručasto naselje na ravniku nad Šmavrsko vinsko gorico. Njivske površine na severu so Ciganke, Gradec in Strmec, na severovzhodu Dolgi dol, Hrib in Laze, na vzhodu Gmajna in Pradulce ter na severozahodu Staje. Opuščene njive na katerih so v preteklosti gojili lan so spremenjene v košenice, na zahodu pa jih obdaja mešani gozd v Gmajni. Nemci so med jesensko ofenzivo 1943 požgali dve domačiji.
V Gorenjem vrhu pri Dobrniču sta se rodila narodni heroj Jože Slak – Silvo (1902 – 1943), ki so mu sredi vasi postavili spomenik, ter  jezikoslovec in leksikolog France Novak (roj. 1934). 